# Marek Kalpurniusz Bibulus
Marek Kalpurniusz Bibulus Marcus Calpurnius Bibulus (ur. ok. 103 p.n.e., zm. 48 p.n.e.) – polityk rzymski, konsul.
Zięć Katona. W roku 59 p.n.e. wybrany na konsula jako kandydat partii optymatów. Razem z nim wybrany został Gajusz Juliusz Cezar, któremu nie udało się przeforsować wyboru na to stanowisko Lucjusza Lukcejusza. Mimo tego Cezar wraz z mocą triumwiratu bez problemu radził sobie z niechętnym mu Bibulusem i pozostałymi oponentami przeforsowując kolejne ustawy. Bibulus starał się zwrócić przeciw Cezarowi senat i obalić jego ustawę agrarną. Żaden z senatorów jednak nie chciał wystąpić przeciwko Cezarowi wobec popularności jaką ustawa cieszyła się wśród ludu. Bibulus schronił się więc we własnym domu i przez resztę roku nie występował publicznie jako konsul. Zajął się tworzeniem przeciwko Cezarowi zjadliwych pism, które kazał wywieszać na Forum. Z domu w ogóle nie wychodził. Wkrótce zaczęto ironicznie mówić o "konsulacie Juliusza i Cezara" zamiast Bibulusa i Cezara. Ukrywając się w domu i zbywając Cezara, uniemożliwiał przeprowadzenie reform, twierdząc, że znaki są niekorzystne, aby podejmować jakiekolwiek decyzje. Rozgoryczony Cezar zaczął zatem dostarczać projekty uchwał od razu na zgromadzenia, tzw. comitia.